# Constable & Robinson
Constable & Robinson Ltd.  este o fostă editură din Marea Britanie, în prezent marcă editorială a grupului Little, Brown Book, care publică scrieri de ficțiune și non-ficțiune, precum și cărți digitale (ebooks).
Editurile Constable & Co., fondată la Edinburgh în 1795 de Archibald Constable, și Robinson Publishing Ltd, fondată în 1983 de Nick Robinson, au fuzionat în decembrie 1999, iar în prezent formează o marcă a grupului Little, Brown Book, care este deținută de Hachette.

## Istoric
Constable & Co. a fost fondată în 1795 de către Archibald Constable și a devenit editorul cărților lui Sir Walter Scott. În 1897 Constable a publicat cel mai celebru roman de groază publicat vreodată, The Un-Dead al lui Bram Stoker, căruia i s-a schimba titlul cu puțină vreme înainte de tipărire în Dracula.
În 1813 compania a fost prima care a plătit unui autor un avans pentru drepturile de autor. În 1821 a introdus modelul de roman în trei volume, iar în 1825 Constable & Co. a devenit prima editură care a publicat ediții literare cu tiraj de masă.
Prin 1921 compania a început să-și promoveze cărțile în subteranul Metroului din Londra, o altă premieră pentru o editură.
În 1993 Constable & Co. a început să publice primele cărți de terapie cognitivă comportamentală și în
2000 au devenit primul editor de carte online. În cele din urmă, în 2013, Constable & Robinson a fost un partener-cheie în concursul Digital Innovation Contest din 2013.
Robinson Publishing Ltd a fost fondată în 1983 de către Nick Robinson. Cele două companii au fuzionat în decembrie 1999. Constable & Robinson continuă să publice cărți de non-ficțiune sub marca Constable și este probabil, prin urmare, cea mai veche editură independentă din lumea vorbitoare de limba engleză care încă mai tipărește cărți sub numele fondatorului său. În iunie 2007 Elliot Right Way Books, o mică editură de cărți de succes cu titluri „how-to”, a intrat sub umbrela Constable & Robinson Ltd.
O nouă marcă de ficțiune, Corsair, a fost lansată în octombrie 2009, dedicată publicării cărților de ficțiune ale debutanților, alături de cele ale autorilor consacrați. Ca urmare a succesului înregistrat, compania a lansat marca Canvas în decembrie 2011 specializată pe ficțiunea pentru toți cititorii. O marcă mai specială a editurii, Much-in-Little, a fost lansată în aprilie 2012 și a fost dedicată publicării ficțiunii pentru copii și tineret.
Constable & Robinson publică, de asemenea, cărți de non-ficțiune, inclusiv istorie și biografie, umor și psihologie, precum și ficțiune polițistă.
Constable & Robinson este editorul britanic al seriei foarte populare de romane polițiste cu Hamish Macbeth scrise de M. C. Beaton.
În 2013 Constable & Robinson a produs o controversă atunci când i-a răspuns lui JK Rowling, care a trimis un manuscris, sugerându-i să participe la un curs de scriere literară. Romanul The Cuckoo's Calling a fost publicat de către o editură concurentă, a fost reeditat de trei ori și adaptate pentru televiziune.
În 2014 Constable & Robinson a fost achiziționată de către Little, Brown Book Group.

## Premii
În 2011 volumul A Visit from the Goon Squad al lui Jennifer Egan, publicat în Marea Britanie sub marca Corsair, a câștigat Premiul Pulitzer pentru ficțiune. În 2012 Constable & Robinson a fost numit IPG Independent Publisher of the Year, fiind considerat „o editură de marcă — o stea în ascensiune pe o piață dificilă”. În același an, compania a fost, de asemenea, denumită Independent Publisher of the Year la Premiile  revistei The Bookseller. Constable & Robinson, de asemenea, au obținut premiul IPG Trade Publisher of the Year în 2013.